# دومینیک رولن
دومینیک رولن (به فرانسوی: Dominique Rolin) نویسنده قرن بیستم میلادی اهل بلژیک است.